# Damien Leyrolles
Damien Leyrolles (* 25. September 1969 in Decazeville) ist ein französischer Basketballtrainer.

## Werdegang
Leyrolles begann im Alter von acht Jahren mit dem Basketballsport. Er spielte als Jugendlicher zunächst in Paris, nach dem Umzug der Familie dann in der Region Midi-Pyrénées. Im Erwachsenenbereich spielte er für den Viertligisten TOAC Basket in Toulouse. Seine ersten Erfahrungen als Trainer sammelte Leyrolles noch als Spieler, als er Jugendmannschaften betreute, und wurde dann Assistenztrainer beim Damen-Zweitligisten ASPTT Toulouse. Diese Tätigkeit übte er zwei Jahre aus und übernahm dann beim Männer-Zweitligisten Toulouse Métropole Basket das Cheftraineramt.
1995 wurde Leyrolles Assistenztrainer und Jugendtrainer beim Damen-Erstligisten Tarbes Gespe Bigorre (TGB). Als während der Saison 1995/96 Cheftrainer Jean-Pierre Siutat zurücktrat, wurde Leyrolles befördert und betreute TGB fortan hauptverantwortlich. Mitte März 1996 führte er TGB zum Gewinn des Europapokalwettbewerbs Ronchetti-Cup.
Leyrolles ging zur Saison 1996/97 zu Toulouse Métropole Basket zurück, arbeitete dort als Assistenztrainer unter Laurent Buffard und trug in dem Amt zum Erstligaaufstieg bei. 1999 wechselte er zusammen mit Buffard zum Damen-Erstligisten Union sportive Valenciennes Olympic. Als Assistenztrainer war Leyrolles in der Saison 1999/2000 am zweiten Platz in der französischen Meisterschaft und am Erreichen des Endspiels im Pokalwettbewerb beteiligt.
Von 2000 bis 2003 war Leyrolles wieder Cheftrainer des Damen-Erstligisten Tarbes Gespe Bigorre. 2002 führte er TGB erneut ins Endspiel des Ronchetti-Cups, dort unterlag man. 2002/03 spielte Leyrolles mit Tarbes Gespe Bigorre in der Euroleague.
Nachdem er zwischen 2003 und 2005 den Herren-Zweitligisten Hermine de Nantes betreut hatte, nahm Leyrolles in der Sommerpause 2005 das Angebot des Schweizer Nationalligisten Fribourg Olympic an. In der Saison 2006/07 führte er die Üechtländer, die im Sommer 2006 mit erfahrenen Spielern wie Trésor Quidome, Oliver Vogt, Pascal Perrier-David und Rückkehrer Harold Mrazek verstärkt wurde, zu Titeln in drei Wettbewerben: Schweizer Meisterschaft, Schweizer Pokal und Ligapokal. Einen solchen Dreifacherfolg hatte Fribourg Olympic in seiner vorherigen Vereinsgeschichte noch nie gefeiert, des Weiteren beendete Leyrolles’ Mannschaft 2007 damit das seit 1999 andauernde Warten auf einen Titelgewinn. Im Spieljahr 2007/08 verteidigten die Üechtländer unter der Leitung des französischen Trainers den Schweizer Meistertitel und gewannen erneut den Ligapokal. Im europäischen Vereinswettbewerb ULEB-Cup erreichte Leyrolles mit Fribourg in der Saison 2007/08 drei Siege und sieben Niederlagen. Von den drei Siegen wurde der Erfolg über Triumph Lyubertsy Moskau (78:77) Ende November 2007 als einer der größten Siege eingeordnet, die jemals in Fribourgs Halle (Salle Sainte-Croix) errungen wurden. 2009 und 2010 führte Leyrolles Olympic jeweils wieder zum Gewinn des Schweizer Ligapokals. Nachdem die Mannschaft nicht mehr an die Erfolge aus Leyrolles’ Anfangsjahren anknüpft hatte, wurde der noch bis 2014 laufende Vertrag bei Fribourg Olympic im Sommer 2013 aufgelöst.
Er ging in sein Heimatland zurück, arbeitete in der Saison 2013/14 als Assistenztrainer beim Zweitligisten Fos OPB. Mit Beginn des Spieljahres 2014/15 trat er beim Zweitligisten Aix-Maurienne Savoie Basket das Cheftraineramt an. Anfang Januar 2014 musste Leyrolles nach nur zwei Siegen aus 15 Ligaspielen gehen.
Im September 2016 wurde er Schweizer Damen-Nationaltrainer, nachdem er seit April 2016 zuvor bereits die Auswahl des Landes in der Spielart 3-gegen-3 betreute. Dieses Amt behielt er ebenfalls. Neben seinen Aufgaben beim Verband führte er in der Saison 2016/17 die Damen von Elfic Fribourg Génération zum Gewinn der Zweitligameisterschaft. Bei Elfic war er ebenfalls Leiter der Nachwuchsarbeit. Im Sommer 2017 wurde Leyrolles Jugendtrainer bei Fribourg Olympic und in Zusammenarbeit mit einem Führungsgremium technischer Direktor der Olympic-Nachwuchsakademie. Seine Arbeit als Schweizer Nationaltrainer setzte er zusätzlich fort. Im April 2021 wurde er Cheftrainer der Nachwuchsakademie des Schweizer Basketballverbands.